# Przykuna
Przykuna (niem. Buchwald) – kolonia w Polsce położona w województwie zachodniopomorskim, w powiecie choszczeńskim, w gminie Bierzwnik. W latach 1975–1998 miejscowość administracyjnie należała do województwa gorzowskiego. W roku 2007 kolonia liczyła 5 mieszkańców. Miejscowość wchodzi w skład sołectwa Rębusz.

## Geografia
Kolonia leży ok. 1 km na południe od Rębusza, między Rębuszem a Bierzwnikiem.